# Andrea Arnaboldi
Andrea Arnaboldi AFI: [anˈdreːa arnaˈboldi] (Milão, 27 de Dezembro de 1987) é um tenista profissional italiano.
Ele é um tenista italiano que atua no ATP Challenger Tour, Arnaboldi furou duas vezes o qualificatório de Roland Garros em 2014 e 2015.